# Edinost (Toronto)
Edinost je bilo glasilo Zveze kanadskih Slovencev v Torontu, ki je izhajalo od leta 1942 do 1948.
Glasilo je pričelo izhajati 15. julija 1942; njen predhodnik je bil Naš napredek, ki je prvič izšel 19. junija 1942. Edinost je izhajala štirinajstdnevno, od 1943 trikrat na mesec in v letu 1944 tedensko. Skupaj je izšlo 276 številk, ki jih je ves čas urejal Georg Matešič.
Edinost je od začetka izhajanja poročala o NOB in pozivala kanadske rojake ter napredne in miroljubne sile v Kanadi, naj podprejo boj jugoslovanskih narodov proti fašizmu. Leta 1948 se je Edinost združila z glasiloma Zveze kanadskih Hrvatov (Novosti) in Zveze kanadskih Srbov (Srpski glasnik) v Jedinstvo. Prva številka Jedinstva je izšla 15. junija 1948, urednik slovenske strani pa je bil Jože Šerjak.
Leta 1971 so Jedinstvo preimenovali v Naše novine (1971 - 1987), urednik slovenske strani je bil Ivan Dolenc. List je leta 1987 prenehal izhajati.